# Claudia Beni
Claudia Beni est une chanteuse croate née le 30 mai 1986 à Opatija. Elle représente la Croatie au Concours Eurovision de la chanson en 2003 à seulement 17 ans, avec la chanson "Vise nisam tjova" qui la place à la 15e place.